# Lirabotys rufitincta
Lirabotys rufitincta là một loài bướm đêm trong họ Crambidae.